# George Perry
Aquest autor és citat en taxonomia animal amb el nom « Perry».
George Perry (afores de Londres, segles XVIII- XIX) és un arquitecte i un diletant biòleg i conquiliòleg britànic conegut per la seva obra Conchology, un tractat taxonòmic sobre mol·luscs. No se sap gairebé res de la seva vida, ni la seva data de naixement o de mort són conegudes amb certesa.
Del 1851 al 1859 es troba un «George Perry, Esq.» a la lista dels membres de la Palaeontographical Society, creada el 1848, però no és segur que és el Perry de la Conchology. La seva obra principal té 61 estampes, gravades i colorades a mà per John Clarke i va ser ignorada o menyspreada per la vanitat d'autors posteriors, que no van voler reconèixer el seu valor amb arguments no sempre fàctics, per poder donar els seus propis noms binomials. La seva marginalització en el món dels naturalistes de l'inici del segle xix també rau en el fet que va proposar esmenes al nombre de gèneres proposats per Linnaeus, el que era mal vist per l'ortodox John Edward Smith, president de l'aleshores omnipotent Linnean Society of London, que no va acceptar cap esmena a l'obra del «mestre de la taxonomia». Com era de costum va s'inspirar i copiar autors anteriors, entre d'altres Friedrich Wilhelm Martini (1729-1778), Johann Hieronymus Chemnitz (1730-1800) et Franz Michael Regenfuss (1713-1780), però la majoria de les seves il·lustracions són millores del que se solia publicar en aquesta època, i encara avui són estimades per col·leccionistes.
Uns taxons que va descriure
Gènere
- Pomacea

Espècies
- Pomacea maculata
- Grus rubiconda
- Pomacea linearis
- Scalaria Greenlandica
- Cerithium reticulatum
- Haustrum dentex

Obres
- Arcana, or the museum of natural history, publicació mensual gener 1810 al setembre 1811.
- Edició facsímil del 2009:  Richard E. Petit (editor). Perry's Arcana: A Facsimile Edition, with a Collation and Explanatory Essay by Richard E. Petit.  Philadelphia: Temple University Press, 2009 (1810-1811), p. 576. ISBN 9781439901960.
- Perry, George; Clarke, John (il·lustracions i coloració). Conchology, or the natural history of shells: containing a new arrangement of the genera and species, illustrated by coloured engravings executed from the natural specimens, and including the latest discoveries (en anglès).  Londres: William Miller, 1811.